# Английское начало
Английское начало — один из фланговых шахматных дебютов, начинающийся ходом c2-c4.

## История
В XIX веке впервые этот дебют часто применялся чемпионом Англии Говардом Стаунтоном (1810—1874), отсюда и его название, введено в 1843 г. Значительную популярность дебют получил начиная с 1920-х годов. Использовался в «Матче века» в 1970 г. в Белграде.
В разработку многих вариантов этого дебюта внесли свой вклад Цукерторт, Нимцович, Рубинштейн, Рети, Капабланка, Ботвинник. Часто применяли английское начало в турнирах и матчах Смыслов, Полугаевский, Ларсен, Петросян, Таль, Портиш, Корчной, Карпов, Ульман, Любоевич, Андерссон, Майлс, Горт, Хюбнер, Гулько, Шуба, Каспаров, Иванчук, Крамник. Новейшие разработки и идеи в английском начале принадлежат Михаилу Гуревичу, Михаилу Марину, Ларсу Карлссону, Энтони Костену и др.
Ход 1. c2-c4 использовали в матчах на первенство мира: например, Корчной в матчах против Карпова большинство партий открывал этим ходом. Каспаров в матче с Карповым 1987 года избрал английское начало главным дебютным оружием.
Сейчас английское начало не очень популярно среди любителей, даже высокого уровня. Здесь не так легко завязать острую тактическую борьбу. В этом дебюте важно позиционное понимание, искусство маневрирования, умение чувствовать тончайшие нюансы возникающих позиций. В английском начале пешечная структура определяется не сразу, в нём намного меньше форсированных вариантов.

## Идеи дебюта
Главное преимущество английского начала по сравнению с ходом 1. d4 заключается в том, что в этом дебюте легче построить игру не с точки зрения чёрных, а с точки зрения белых. Английское начало позволяет шахматисту, предпочитающему белыми играть закрытые начала, избежать многих популярных и глубоко разработанных дебютов, таких как принятый ферзевый гамбит, защита Чигорина, контргамбит Альбина, будапештский гамбит, славянская защита, защита Грюнфельда, защита Нимцовича, новоиндийская защита, защита Боголюбова, защита Бенони, волжский гамбит, голландская защита, польская защита и прочих. Таким образом, белые могут не допустить тех дебютов, которые прекрасно изучены и наиграны соперником. Но, по мнению многих шахматистов, после 1. c4 e5 шансы белых на получение перевеса крайне малы.

## Варианты
- 1.c4 e5 — в ряде случаев приводит к позициям, похожим на сицилианскую защиту с переменой цвета.
  - 1.c4 e5 2.Кc3 Кf6 3.g3 — система дракона в первой руке;
  - 1.c4 e5 2.Кc3 Кf6 3.Кf3 — система трёх коней;
  - 1.c4 e5 2.Кc3 Кf6 3.Кf3 Кc6 — система четырёх коней;
  - 1.c4 e5 2.Кc3 Кc6 3.g3 g6 — закрытая система;
  - 1.c4 e5 2.Кc3 d6;
  - 1.c4 e5 2.Кc3 f5;
  - 1.c4 e5 2.Кc3 Кc6 3.Кf3 f5;
  - 1.c4 e5 2.Кc3 Кc6 3.g3 f5;
  - 1.c4 e5 2.Кc3 Bb4 — контратака Крамника — Широва.
- 1.c4 c5
  - 1.c4 c5 2.Кf3 Кf6 3.d4 сxd4 4.Кxd4;
  - 1.c4 c5 2.Кf3 Кf6 3.Кc3 e6 4.g3 b6 5.Сg2 Сb7 6.O-O — анти-новоиндийская схема;
  - 1.c4 c5 2.Кf3 Кf6 3.d4 сxd4 4.Кxd4 b6 — система «ёж»;
  - 1.c4 c5 2.Кf3 Кf6 3.g3 b6 4.Сg2 Сb7 5. O-O g6 — двойное фианкетто;
  - 1.c4 c5 2.Кc3 Кf6 3.Кf3 d5 4.cxd5 Кxd5 — «Современный вариант»;
  - 1.c4 c5 2.Кc3 Кf6 3.g3 d5 4.cxd5 Кxd5 5.Сg2 — система Рубинштейна;
  - 1.c4 c5 2.Кf3 Кf6 3.Кc3 Кc6 — симметричный вариант.
- 1.c4 Кf6 — англо-индийская защита. Часто приводит с перестановкой ходов к защитам Нимцовича, Грюнфельда и староиндийской, но большинство вариантов имеет самостоятельное значение (анти-Нимцович, анти-Грюнфельд);
  - 1.c4 Кf6 2.Кc3 e6 3.Кf3 Сb4 — уклонение белых от защиты Нимцовича
  - 1.c4 Кf6 2.Кc3 e6 3.e4 — система Микенаса-Флора;
  - 1.c4 Кf6 2.Кc3 d5 — уклонение белых от защиты Грюнфельда;
- 1.c4 e6 — обычно приводит с перестановкой ходов к ферзевому гамбиту, каталонскому началу, либо к дебюту Рети;
- 1.c4 c6 — обычно приводит с перестановкой ходов к славянской защите либо к защите Каро — Канн;
- 1.c4 f5 — приводит к голландской защите, если белые в дальнейшем играют d4.
- 1.c4 b6 — после 2.d4 e6 приводит к не имеющему названия острому дебюту, который ввели в практику Э.Майлс и другие английские шахматисты. Чаще белые воздерживаются от немедленного продвижения пешки d, что даёт им определённые плюсы
- 1.c4 Kh6
  - 1.c4 Кh6 2.d4 g6 3.e4 Сg7 4.Кf3 c5 5.dc Кa6 — вариант Лозовского